# Atlantic Division (National Hockey League)
Atlantic Division, franska: Division Atlantique, är en av fyra divisioner som utgör den nordamerikanska ishockeyligan National Hockey League (NHL) från och med säsongen 2021–2022, den grundades dock ursprungligen inför säsongen 1993–1994. Både denna division och Metropolitan Division bildar tillsammans Eastern Conference.
Divisionen var inaktiv för säsongen 2020–2021 på grund av Coronaviruspandemin 2019–2021.

## Lagen
|        | Lagnamn             | Stad och delstat      | Arena och publikkapacitet     | Tidigare division | Stanley Cup-vinst(er) | General manager  | Tränare          |
| ------ | ------------------- | --------------------- | ----------------------------- | ----------------- | --------------------- | ---------------- | ---------------- |
| USA    | Boston Bruins       | Boston, Massachusetts | TD Garden (17 850)            | East Division     | 6                     | Don Sweeney      | Marco Sturm      |
| USA    | Buffalo Sabres      | Buffalo, New York     | Keybank Center (19 070)       | East Division     | 0                     | Kevyn Adams      | Lindy Ruff       |
| USA    | Detroit Red Wings   | Detroit, Michigan     | Little Caesars Arena (19 515) | Central Division  | 11                    | Steve Yzerman    | Todd McLellan    |
| USA    | Florida Panthers    | Sunrise, Florida      | Amerant Bank Arena (19 250)   | Central Division  | 2                     | Bill Zito        | Paul Maurice     |
| Kanada | Montreal Canadiens  | Montréal, Québec      | Centre Bell (21 302)          | North Division    | 24                    | Kent Hughes      | Martin St. Louis |
| Kanada | Ottawa Senators     | Ottawa, Ontario       | Canadian Tire Centre (18 652) | North Division    | 0                     | Steve Staios     | Travis Green     |
| USA    | Tampa Bay Lightning | Tampa, Florida        | Amalie Arena (19 092)         | Central Division  | 3                     | Julien BriseBois | Jon Cooper       |
| Kanada | Toronto Maple Leafs | Toronto, Ontario      | Scotiabank Arena (18 800)     | North Division    | 13                    | Brad Treliving   | Craig Berube     |

## Historik

### Tidigare lag
De lag som spelar eller har spelat i Atlantic Division.
| Lag                 | Tidsperiod                  |
| ------------------- | --------------------------- |
| Boston Bruins       | 2013–2020, 2021–            |
| Buffalo Sabres      | 2013–2020, 2021–            |
| Detroit Red Wings   | 2013–2020, 2021–            |
| Florida Panthers    | 1993–1998, 2013–2020, 2021– |
| Montreal Canadiens  | 2013–2020, 2021–            |
| New Jersey Devils   | 1993–2013                   |
| New York Islanders  | 1993–2013                   |
| New York Rangers    | 1993–2013                   |
| Ottawa Senators     | 2013–2020, 2021–            |
| Philadelphia Flyers | 1993–2013                   |
| Pittsburgh Penguins | 1998–2013                   |
| Tampa Bay Lightning | 1993–1998, 2013–2020, 2021– |
| Toronto Maple Leafs | 2013–2020, 2021–            |
| Washington Capitals | 1993–1998                   |

### Divisionsmästare
De lag som spelar eller spelade och vann divisionen för varje spelad säsong.
| Säsong    | Vinnare                                            | Antal                                              |
| --------- | -------------------------------------------------- | -------------------------------------------------- |
| 1993–1994 | New York Rangers                                   | 1                                                  |
| 1994–1995 | Philadelphia Flyers                                | 1                                                  |
| 1995–1996 | Philadelphia Flyers                                | 2                                                  |
| 1996–1997 | New Jersey Devils                                  | 1                                                  |
| 1997–1998 | New Jersey Devils                                  | 2                                                  |
| 1998–1999 | New Jersey Devils                                  | 3                                                  |
| 1999–2000 | Philadelphia Flyers                                | 3                                                  |
| 2000–2001 | New Jersey Devils                                  | 4                                                  |
| 2001–2002 | Philadelphia Flyers                                | 4                                                  |
| 2002–2003 | New Jersey Devils                                  | 5                                                  |
| 2003–2004 | Philadelphia Flyers                                | 5                                                  |
| 2004–2005 | Inställt på grund av lockout mellan NHL och NHLPA. | Inställt på grund av lockout mellan NHL och NHLPA. |
| 2005–2006 | New Jersey Devils                                  | 6                                                  |
| 2006–2007 | New Jersey Devils                                  | 7                                                  |
| 2007–2008 | Pittsburgh Penguins                                | 1                                                  |
| 2008–2009 | New Jersey Devils                                  | 8                                                  |
| 2009–2010 | New Jersey Devils                                  | 9                                                  |
| 2010–2011 | Philadelphia Flyers                                | 6                                                  |
| 2011–2012 | New York Rangers                                   | 1                                                  |
| 2012–2013 | Pittsburgh Penguins                                | 2                                                  |
| 2013–2014 | Boston Bruins                                      | 1                                                  |
| 2014–2015 | Montreal Canadiens                                 | 1                                                  |
| 2015–2016 | Florida Panthers                                   | 1                                                  |
| 2016–2017 | Montreal Canadiens                                 | 2                                                  |
| 2017–2018 | Tampa Bay Lightning                                | 1                                                  |
| 2018–2019 | Tampa Bay Lightning                                | 2                                                  |
| 2019–2020 | Boston Bruins                                      | 2                                                  |
| 2021–2022 | Florida Panthers                                   | 2                                                  |
| 2022–2023 | Boston Bruins                                      | 3                                                  |
| 2023–2024 | Florida Panthers                                   | 3                                                  |
| 2024–2025 | Toronto Maple Leafs                                | 1                                                  |

### Presidents' Trophy-vinnare
De lag som spelar eller spelade i Atlantic Division och vann Presidents' Trophy.
| Säsong    | Vinnare             | Antal |
| --------- | ------------------- | ----- |
| 1993–1994 | New York Rangers    | 1     |
| 2013–2014 | Boston Bruins       | 1     |
| 2018–2019 | Tampa Bay Lightning | 1     |
| 2019–2020 | Boston Bruins       | 2     |
| 2021–2022 | Florida Panthers    | 1     |
| 2022–2023 | Boston Bruins       | 3     |

### Stanley Cup-mästare
De lag som spelar eller spelade i Atlantic Division och vann Stanley Cup.
| Säsong    | Vinnare             | Antal |
| --------- | ------------------- | ----- |
| 1993–1994 | New York Rangers    | 1     |
| 1994–1995 | New Jersey Devils   | 1     |
| 1999–2000 | New Jersey Devils   | 2     |
| 2002–2003 | New Jersey Devils   | 3     |
| 2008–2009 | Pittsburgh Penguins | 1     |
| 2019–2020 | Tampa Bay Lightning | 1     |
| 2023–2024 | Florida Panthers    | 1     |
| 2024–2025 | Florida Panthers    | 2     |